# قائمة الأشخاص الذين سميت فوهات القمر بأسمائهم

وفيما يلي قائمة بالأشخاص الذين أعطيت أسماؤهم لحفر القمر. قائمة الأسماء المعتمدة في المعجم الجغرافي لتسمية الكواكب التي يحتفظ بها الاتحاد الفلكي الدولي يشمل الشخص الذي تسمى الحفرة باسمه.

## أ
- إرنست كارل آبي
- تشارلز غريلي أبوت
- نيلز هنريك أبيل
- أنطونيو أبيتي
- جورجيو أبيتي
- أبو عبد الله البكري
- أبو الوفا البزجاني
- تشارلز هيتشكوك آدامز
- جون كوش آدمز
- والتر سيدني آدمز
- أغاثارشيدس
- أغريبا
- بيير إيلي
- جورج بيديل إيري
- روبرت غرانت إيتكن
- أجيما ناونوبو
- هارولد ألدين
- كيرت ألدر
- بز ألدرين
- نيكولاي أليخين
- الإسكندر الأكبر
- ألفونسو العاشر
- دينسمور ألتر
- فلورنتينو أميغينو
- جيوفاني باتيستا أميسي
- أمونيوس السقاص
- غيوم أمونتونس
- روالد أموندسن
- أنكساغوراس
- أناكسيماندر
- أناكسيمينس من ميليتوس
- كاريل أندل
- ويليام أندرس
- جون أوغسطس أندرسون
- ليف إرلاند أندرسون
- ألكسندر أندرونوف
- أندرس جوناس
- أنسغار
- يوجين ميشال أنتونيادي
- ديمتري نيكولايفيتش أنوشين
- جان بابتيست بورغينيون دانفيل
- بيتروس أبيانوس
- أبولونيوس من بيرغا
- إدوارد فيكتور أبليتون
- فرانسوا أراجو
- أراتوس
- أرخميدس
- أرخيتاس
- فريدريش ويلهلم أرجيلاندر
- أرسطرخس الساموسي
- أرسطو
- فرانسيسزك أرمينسكي
- نيل أرمسترونغ
- كريستوف أرنولد
- سفانتي أرينيوس
- ليف أرتسيموفيتش
- أريابهاتا
- غوريو أسادا
- جوسيب أسكليبي
- جوزيف أشبروك
- فرانسيس وليام أستون
- جورج أتوود
- أوطولوقس
- آرثر أوورز
- أدريان أوزوت
- أوزوالد أفري
- ابن سينا

## ب
- فالتر بادي
- جورجي باباكين
- تشارلز باباج
- هارولد بابكوك
- إرنست إميل الكسندر
- أوسكار باكلوند
- روجر بيكون
- بنيامين بيلود
- جان سيلفين بايلي
- فرانسيس بيلي
- ابن باجة
- أليكسي بالاندين
- فاسكو نونيز دي بالبوا
- فرناند بالديت
- وليام بال
- يوهان جاكوب بالمر
- تاديوس باناشويتز
- وايلدر دوايت بانكروفت
- فريدريك بانتينغ
- تشارلز غلوفر باركلا
- إدوارد إيمرسون برنارد
- فرانشيسكو باروزي
- دانيال بارينجر
- محمد بن جابر بن سنان البتاني
- ابن بطوطة
- يوهان باير
- فيلهلم بير
- توربرن بيرغمان
- فريدريش ويلهلم بيسل
- أبو إسحق البطروجي
- جوسيب بيانكاني
- فرانشيسكو بيانشيني
- جيوفاني بيانشيني
- بارون فيلهلم فون بيلا
- جاك دي بيلي
- حيرام بينغهام الثالث
- أبو ريحان البيروني
- ماري أديلا بلاج
- إتيان بوبيلير
- يوهان إليرت بودي
- نيلز بوهر
- بريسيلا فيرفيلد بوك
- يانوس بولياي
- جورج فيليبس بوند
- إميل بوريل
- روجر جوزيف بوسكوفيتش
- فريدريك سومنر براكيت
- تيخو براهي
- إدوارد ويليام برايلي
- السير ديفيد بروستر
- كاثرين وولف بروس
- جيوردانو برونو
- هنري بويسون
- جوهان توبياس بورغ
- جوست بورجي
- شيربورن ويسلي بورنهام
- ريتشارد إيفلين بيرد

## س
- سانتياغو رامون إي كاخال
- آني جمب كانون
- كاترينا الإسكندرانية
- أوغستين لوي كوشي
- بونافنتورا كافاليري
- هنري كافنديش
- آرثر كيلي
- أندرس سلزيوس
- جيمس شاليس
- تمبل شوفالييه
- رودولف كلوسيوس
- كريستوفر كالفوس
- أغنيس ماري كلرك
- إدوارد كوندون
- كوندروسيه
- نيكولاس كوبرنيكوس
- جرتي كوري
- ستيسيبيوس